# Mohamed Alí Manszer
Mohamed Alí Manszer (arabul: محمد علي منصر;  Szfaksz, 1991. április 28. –) tunéziai válogatott labdarúgó, aki jelenleg[mikor?] az Espérance Tunis játékosa.

## Sikerei, díjai
CS Sfaxien
- Tunéziai bajnok (1): 2013
- Tunéziai kupagyőztes (1): 2009
- CAF-Konföderációs kupa: 2013

## Külső hivatkozások
- Mohamed Alí Manszer adatlapja a Soccerway oldalon (angolul)
- Mohamed Ali Manser Transfermarkt